# Günter Wasserberg
Günter Wasserberg (* 2. Oktober 1930 in Trier; † 8. Januar 2021 in Bonn) war ein deutscher Diplomat, der unter anderem Botschafter in Laos, Sambia und der Elfenbeinküste war.

## Leben
Günter Wasserberg trat nach einem Studium in den höheren Dienst des Auswärtigen Amtes und fand in der Folgezeit verschiedene Verwendungen an Auslandsvertretungen sowie in der Zentrale. Als Rechts- und Konsular-Referent an der Botschaft in Chile besuchte er gemeinsam mit dem Konsularsekretär Rick am 25. April 1963 als erste Botschaftsangehörige die dortige Colonia Dignidad des Sektengründers Paul Schäfer, nachdem im März 1963 das Bundesverwaltungsamt dem Auswärtigen Amt in einem Schreiben nahegelegt hatte, die Colonia Dignidad bald durch Beamte der Botschaft besuchen zu lassen. Dabei sollte insbesondere festgestellt werden, ob sich dort Minderjährige ohne elterliche Begleitung befänden. In diesem Fall könnten die Eltern in der Bundesrepublik kontaktiert werden, um zu klären, ob das erforderliche Einverständnis zur Auswanderung vorliege. Über diesen vermutlich ersten Besuch von Botschaftsangehörigen in der Colonia Dignidad berichtete Botschafter Dr. Hans Strack nach Bonn:
„Sie wurden von der Heimleitung zwar mit ausgesuchter Höflichkeit behandelt, aber bewusst daran gehindert, nähere Kontakte mit den Mitgliedern der Mission aufzunehmen, von denen sie etwa nur die Hälfte zu Gesicht bekommen haben. Es ist daher auch der Botschaft nicht gelungen, den Schleier des Geheimnisses der Privaten Sozialen Mission zu lüften.“
Nach verschiedenen weiteren Verwendungen im In- und Ausland wurde Wasserberg 1977 als Nachfolger von Claus Vollers zweiter Botschafter der Bundesrepublik Deutschland in Laos und verblieb auf diesem Posten in Vientiane bis 1980, woraufhin Hermann Flender ihn ablöste. Er selbst übernahm am 19. August 1980 von Wolfram Dufner den Posten als Botschafter in Sambia. Er bekleidete dieses Amt in Lusaka bis zum 26. Juni 1984 und wurde danach von Klaus Timmermann abgelöst. Kurz nach seinem Amtsantritt kam es am 25. September 1980 zur Vereinbarung zwischen der Regierung der Bundesrepublik Deutschland und der Regierung der Republik Sambia über finanzielle Zusammenarbeit.
Nach seiner Rückkehr und einer Abordnung ins Auswärtige Amt fungierte Günter Wasserberg dort vom 3. November 1984 bis zum 24. August 1988 als Vortragender Legationsrat Erster Klasse Leiter des Referats 512 „Zivilrecht, Handels- und privates Wirtschaftsrecht“. In dieser Funktion befasste er sich unter anderem erneut mit der Situation mit der Colonia Dignidad in Chile. Nach Beendigung seiner Tätigkeit im Auswärtigen Amt übernahm er zwischen dem 25. August 1988 und dem 13. Juni 1993 den Posten als Generalkonsul der Bundesrepublik Deutschland in Chicago.
Zuletzt löste Wasserberg am 4. März 1994 Roland Zimmermann als Botschafter in der Elfenbeinküste ab und hatte dieses diplomatische Amt in Abidjan bis zu seinem Eintritt in den Ruhestand 1996 inne, woraufhin Hans-Albrecht Schraepler dieses Amt übernahm. Während seiner Amtszeit kam es zum Umgang mit der deutschen Entwicklungshilfe.
Günter Wasserberg, der Mitglied der Studentenverbindung KDStV Ripuaria Bonn war, war mit Anne Wasserberg, geborene Funk, verheiratet.